# Bon Accord (Alberta)
Bon Accord es un pueblo canadiense situado en la provincia de Alberta.

## Superficie
Bon Accord tiene una superficie de 3,99 km².

## Demografía
En 2021, tenía 1461 habitantes, una densidad poblacional de 366,4 hab./km², y 590 viviendas.